# La esencia
La Esencia es el quinto álbum de estudio del dúo puertorriqueño Alexis & Fido. Fue publicado el 4 de marzo de 2014 a través de los sellos discográficos Wild Dogz y Warner Music Latina. Contiene las participaciones especiales de Plan B, Zion & Lennox, J Álvarez, Yomo, Franco 'El Gorila' y Tego Calderón.
Un relanzamiento en noviembre fue publicado, titulado La Esencia: World Edition, con nuevas canciones como «A ti te Encanta» y varias remezclas, con apariciones de Arcángel & De la Ghetto, Gotay y Maluma.
El álbum recibió nominaciones para los Premios Grammy Latinos de 2014, como también en los Premio Lo Nuestro y Billboard Latinos de 2015.

## Lista de canciones

### Edición estándar
| N.º   | Título                                        | Productor(es)           | Duración |  |
| 1.    | «Imagínate»                                   | DJ Urba & Rome          | 4:11     |  |
| 2.    | «Salvaje» (con Plan B)                        | Haze                    | 4:00     |  |
| 3.    | «Algaretismo»                                 | Luny Tunes              | 4:07     |  |
| 4.    | «Sudao» (con Zion & Lennox)                   | Luny Tunes              | 3:49     |  |
| 5.    | «Santa de mi devoción»                        | Nesty                   | 4:10     |  |
| 6.    | «Alócate»                                     | Luny Tunes · MadMusick  | 3:45     |  |
| 7.    | «Juiciosa» (con J Álvarez)                    | Haze                    | 3:51     |  |
| 8.    | «Todo quedó en el olvido»                     | Nesty                   | 4:53     |  |
| 9.    | «Malas influencias» (con Yomo)                | DJ Urba & Rome          | 3:40     |  |
| 10.   | «Cazadora»                                    | Haze                    | 3:47     |  |
| 11.   | «Hazme tuyo»                                  | Nesty                   | 3:47     |  |
| 12.   | «Doble castigo» (con Franco El Gorila)        | DJ Urba & Rome          | 3:32     |  |
| 13.   | «Si te faltara»                               | Luny Tunes · Predikador | 3:26     |  |
| 14.   | «Aquí es que ehh (Remix)» (con Tego Calderón) | Haze                    | 3:40     |  |
| 15.   | «Rompe la cintura»                            | Luny Tunes · MadMusick  | 3:57     |  |
| 58:18 |                                               |                         |          |  |

| Descarga digital |                   |               |          |  |
| N.º              | Título            | Productor(es) | Duración |  |
| 16.              | «Soltura»         | Santana       | 3:13     |  |
| 17.              | «Aquí es que ehh» |               | 3:33     |  |
| 18.              | «HP»              |               | 4:03     |  |
| 01:09:33         |                   |               |          |  |

### World Edition
| N.º   | Título                                              | Productor(es)          | Duración |  |
| 1.    | «A ti te encanta»                                   | Santana                | 3:32     |  |
| 2.    | «Ya era hora» (con Farruko)                         | Santana                | 3:33     |  |
| 3.    | «Problemático» (con Gotay)                          | Santana                | 3:17     |  |
| 4.    | «Algaretismo (Remix)» (con Arcángel & De la Ghetto) | Luny Tunes · DJ Luian  | 4:30     |  |
| 5.    | «Santa de mi devoción»                              | Nesty                  | 4:09     |  |
| 6.    | «Imagínate (Remix)» (con Maluma)                    | DJ Urba & Rome         | 3:46     |  |
| 7.    | «Salvaje» (con Plan B)                              | Haze                   | 3:59     |  |
| 8.    | «Sudao» (con Zion & Lennox)                         | Luny Tunes             | 3:49     |  |
| 9.    | «Cazadora»                                          | Haze                   | 3:49     |  |
| 10.   | «Juiciosa» (con J Álvarez)                          | Haze                   | 3:51     |  |
| 11.   | «Hazme tuyo»                                        | Nesty                  | 3:47     |  |
| 12.   | «Aquí es que ehh (Remix)» (con Tego Calderón)       | Haze                   | 3:41     |  |
| 13.   | «Rompe la cintura»                                  | Luny Tunes · MadMusick | 3:58     |  |
| 14.   | «Alócate (Tropical Version)»                        | Luny Tunes · MadMusick | 3:49     |  |
| 53:39 |                                                     |                        |          |  |

## Créditos y personal
Parcialmente adaptado desde AllMusic.
- Raúl Alexis Ortiz, Joel Martínez – Artista principal, composición.
- Charlie Toro – Management.
- Morgan Miller – Fotografía.
- Katerina Simenova – Estilista.
- Christian Maldonado (Master Chris) – Mezcla.
- Egbert Rosa (Haze) – Composición, producción.
- Víctor Delgado (Predikador) – Mezcla, producción.
- Francisco Saldaña, Víctor Cabrera – Mezcla, producción.
- Orlando Valle, Edwin Vázquez Vega – Invitado, composición.
- Félix Ortiz – Invitado, composición.
- Gabriel Pizarro – Invitado, composición.
- Tego Calderón – Invitado, composición.
- Yomo – Invitado, composición.
- Javid Álvarez – Invitado, composición.
- Luis F. Cortes (Franco "El Gorila") – Invitado, composición.
- Joan Manuel Ortiz Espada – Composición (8, 11).

## Posicionamiento en listas
| Listas (2014)                        | Mejor posición |
| ------------------------------------ | -------------- |
| Estados Unidos (Latin Rhythm Albums) | 1              |
| Estados Unidos (Top Latin Albums)    | 5              |
| Estados Unidos (Top Rap Albums)      | 24             |

| Listas (2014)                        | Posición |
| ------------------------------------ | -------- |
| Estados Unidos (Latin Rhythm Albums) | 9        |

## Premios y nominaciones
| Año  | Premios                      | Categoría                      | Resultado |
| ---- | ---------------------------- | ------------------------------ | --------- |
| 2014 | Premios Grammy Latinos       | Mejor álbum de música urbana   | Nominado  |
| 2015 | Premios Lo Nuestro           | Álbum urbano del año           | Nominado  |
| 2015 | Billboard Latin Music Awards | Latin Rhythm Album of the Year | Nominado  |